# جک بومونت
جک بومونت (انگلیسی: Jack Beaumont؛ زادهٔ ۲۱ نوامبر ۱۹۹۳) قایقران روئینگ اهل بریتانیا است.
وی در مسابقات کشوری و بین‌المللی در مجموع برندهٔ ۲ مدال نقره، ۳ مدال برنز شده‌است.